# Thieuloy-Saint-Antoine
 Thieuloy-Saint-Antoine  es una comuna y población de Francia, en la región de Picardía, departamento de Oise, en el distrito de Beauvais y cantón de Grandvilliers.
Su población en el censo de 1999 era de 340 habitantes.
Está integrada en la Communauté de communes de la Picardie Verte .

## Demografía
| 151 | 152 | 188 | 242 | 311 | 340 |
| Para los censos de 1962 a 1999 la población legal corresponde a la población sin duplicidades (Fuente: INSEE [Consultar]) |     |     |     |     |     |

- Datos: Q1332453
- Multimedia: Thieuloy-Saint-Antoine / Q1332453

1. ↑  Worldpostalcodes.org, código postal n.º 60210.
2. ↑  INSEE, Datos de población para el año 2012 de Thieuloy-Saint-Antoine (en francés).